# Vendée Fontenay Foot
Vendée Fontenay Foot là một câu lạc bộ bóng đá Pháp có trụ sở tại Fontenay-le-Comte, Vendée. Đội được thành lập vào năm 1991 trong sự hợp nhất của hai đội, Stade Athlétique Fontenaysien và Étoile.

## Lịch sử
Câu lạc bộ được thành lập vào năm 1991 từ sự hợp nhất của các câu lạc bộ Stade Athlétique Fontenaysien và Étoile.
Câu lạc bộ đã chơi chủ yếu trong CFA trước khi xuống hạng đến CFA 2 vào năm 2005 vì lý do phi thể thao.
Vào cuối mùa giải 2006-2007, câu lạc bộ đã hoàn thành vị trí đầu tiên trong bảng đấu của mình tại CFA 2, cho phép đội trở lại CFA.
Fontenay lọt vào trận chung kết 1/8 của 2000-01 Coupe de France, thua trên chấm phạt đền trước Lyon.